# Nesher Ramla
Koordinaten: 31° 54′ 28,4″ N, 34° 55′ 42,6″ O

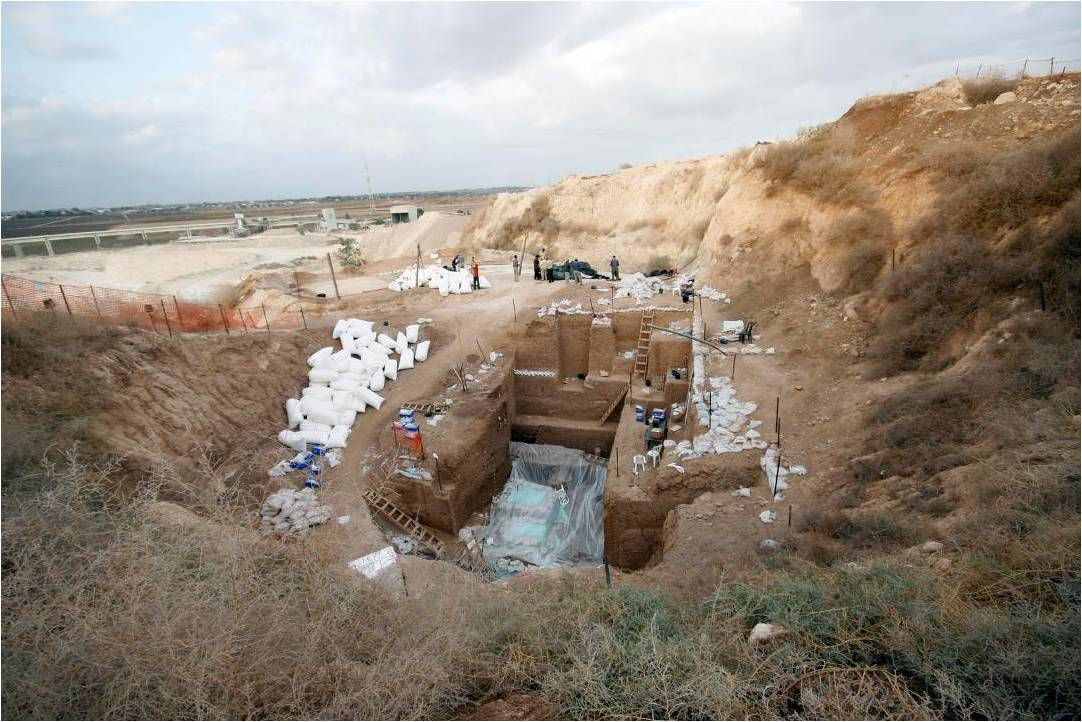
Blick von oben auf den Karsttrichter während der Ausgrabungen 2010/11

Nesher Ramla ist eine archäologische und paläoanthropologische Fundstätte im Südosten von Ramla, am Übergang des westlichen Judäischen Berglands zur Mittelmeer-Küstenebene, im Zentrum von Israel. Nesher Ramla befindet sich in einem Kalksteinbruch der Nesher Israel Cement Enterprises Ltd. und wurde ab dem Jahr 2010 erforscht. Bei der Fundstätte handelt es sich um einen mit meterdicken Sedimenten aufgefüllten Karsttrichter, der von der Israel Antiquities Authority entdeckt und gesichert wurde, als geplant war, das Gestein abzubauen. Der Karsttrichter wurde in der Zeit zwischen rund 160.000 bis 120.000 Jahren vor heute (BP), belegt vor allem durch Steinwerkzeuge, wiederholt als Aufenthaltsort in der Levante umherziehender Menschengruppen genutzt. Eine im Jahr 2021 publizierte Studie berichtete über den Fund von homininen Fossilien mit ausgeprägten archaischen Merkmalen, aufgrund derer sie weder den Neandertalern noch dem frühen anatomisch modernen Menschen (Homo sapiens) zugeordnet, sondern als „Nesher-Ramla-Homo“ bezeichnet wurden.

## Entdeckung der Fundstätte
Vor Beginn der geplanten Kalksteingewinnung wurde auf dem Gelände eine rund 12 Meter dicke Lehmschicht weggebaggert, unter der eine trichterförmige, am oberen Rand 40 bis 50 Meter breite Vertiefung sichtbar wurde. Als auch diese Vertiefung ausgeräumt wurde, stieß man in rund 20 Metern Tiefe unter dem oberen Rand des Trichters auf eine erste Schicht von Steingerät und Tierknochen; der Durchmesser des Karsttrichters betrug in dieser Tiefe noch rund 40 Meter. In den Jahren 2010 und 2011 wurden die von den dort zeitweise lebenden Menschen beeinflussten, rund 8 Meter dicken Schichten – 450 Kubikmeter Aushub – im Rahmen einer Rettungsgrabung vollständig abgetragen.

## Datierung der Steinwerkzeuge
Eine Besonderheit dieser Fundstätte ist, dass die Schichten und die in ihr liegenden Steinwerkzeuge ungestört übereinander liegen, weil die Vertiefung nur allmählich gefüllt und nicht – wie häufig in Höhlen zu beobachten – durch herabstürzendes Gestein gestört wurde; aus diesem Grund kann u. a. die zeitliche Abfolge von kleinsten Veränderungen der Abschlagtechniken bei der Herstellung der Steinwerkzeuge rekonstruiert werden. Die Funddichte von Steinwerkzeugen war in den unteren Schichten größer als in den höheren Schichten und bestand aus typischen Artefakten der Levalloistechnik des Mittelpaläolithikums. Die Zeit der intensivsten Nutzung des Geländes war vor 170.000 bis 140.000 Jahren.

## Hominine Fossilien

### NR-1 und NR-2

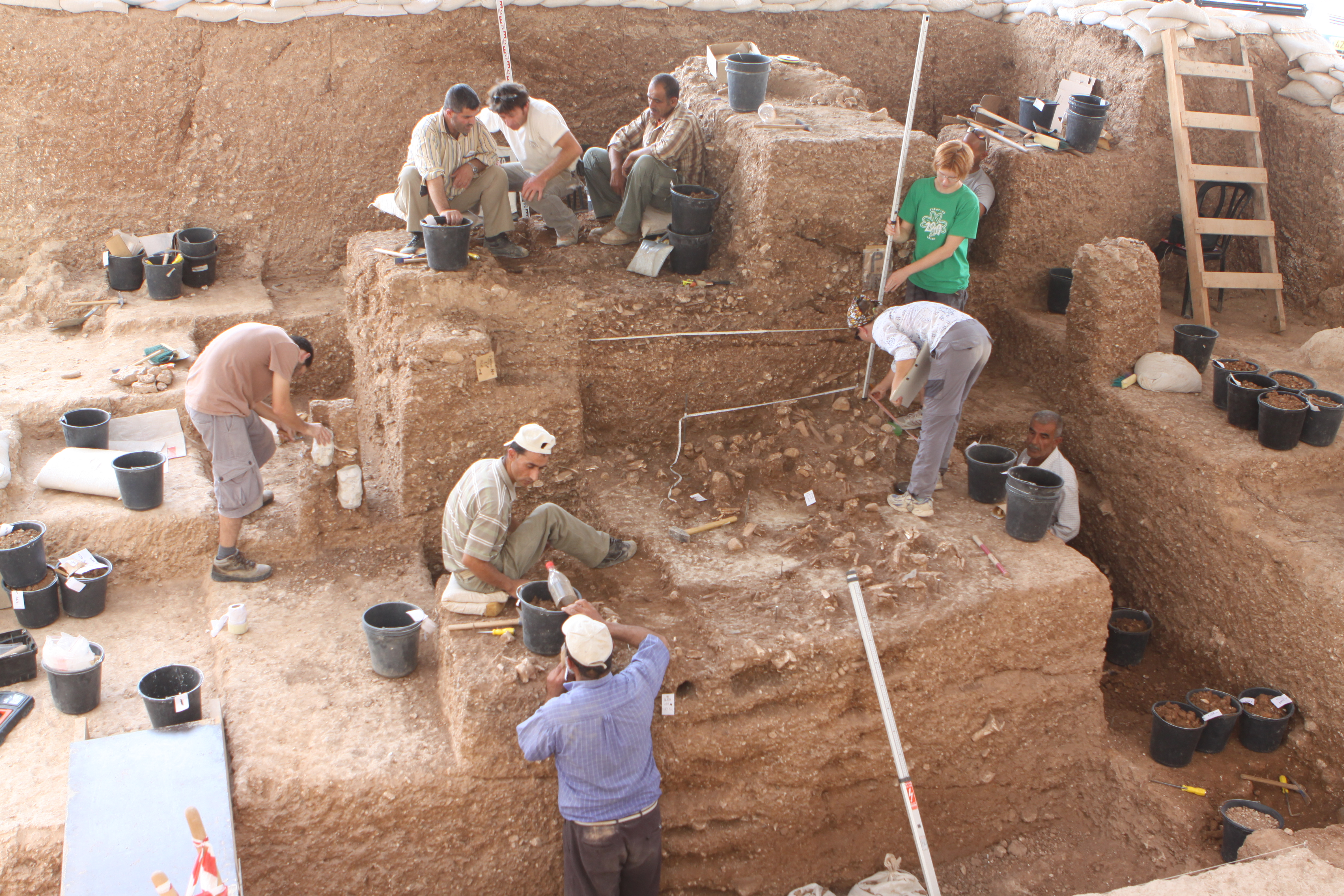
Freilegung der Schicht, aus der die Fossilien des Nesher Ramla Homo geborgen wurden

Im Juni 2021 wurde in der Fachzeitschrift Science die Entdeckung von mehreren, mutmaßlich zusammengehörigen homininen Funden bekanntgegeben, die 140.000 bis 120.000 Jahre alt sind. Das Fossil Nesher Ramla 1 (NR-1) besteht aus einem vollständig erhaltenen rechten Scheitelbein sowie aus vier Fragmenten des linken Scheitelbeins. Die vier Fragmente und das rechte Scheitelbein haben zwar keine direkten Verbindungen miteinander, aufgrund der bei allen Bruchstücken vorhandenen Verwitterungsmerkmale gilt ihre Zusammengehörigkeit jedoch als gesichert. Beim Fossil NR-2 handelt es sich um einen „robusten“ Unterkiefer, dessen Gelenke beidseits fehlen und von dessen Zähnen nur der linke 2. Molar und die Wurzeln der übrigen Zähne vorhanden sind; der Unterkiefer zerbrach im Verlauf der Notgrabung in mehrere Teile, die jedoch wieder zusammengefügt werden konnten. Beide Fossilien wurden rund drei Meter voneinander entfernt gefunden, gehören den Autoren der Studie zufolge jedoch mutmaßlich zum gleichen Individuum.
Ein Vergleich der Scheitelbeine mit anderen Fossilien der Gattung Homo ergab, dass NR-1 typische Merkmale eines Individuums aus dem Mittelpleistozän besitzt, die erheblich von den Merkmalen des heutigen und des frühen Homo sapiens abweichen. Auch sind die Knochen dicker als beim Neandertaler. Hingegen wird eine Ähnlichkeit mit dem in Griechenland entdeckten Fossil Petralona 1 gesehen, von dem vermutet wird, dass es Homo heidelbergensis nahesteht. In der Zusammenschau wird von den Autoren festgehalten, dass NR-1 eine intermediäre Position zwischen den Neandertalern und den mittelpleistozänen Populationen der Gattung Homo einnimmt (hierzu gehören insbesondere Homo erectus und Homo heidelbergensis). Den Autoren zufolge ähneln die Merkmale von NR-1 bestimmten Fossilien, deren stammesgeschichtliche Position weit zurück in der Vergangenheit liegt – vor rund 400.000 Jahren, in einer Epoche noch vor der Auftrennung der Populationen von Homo erectus in den zu Homo sapiens führenden afrikanischen Ast und den zu Homo heidelbergensis und den Neandertaler führenden europäischen Ast. Auch für den Unterkiefer NR-2 und den sehr großen Molar M2 ergab der Vergleich mit anderen Fossilien, dass beide außerhalb der Variationsbreite von Homo sapiens einzuordnen sind und dass deren Merkmale eher zu den mittelpleistozänen Bewohnern Europas – den Neandertalern – passen. Dies bedeute zugleich, dass die Merkmale von NR-2 auch von denjenigen des Homo erectus abweichen und dass die Nesher-Ramla-Funde als eigenständige Gruppe („Nesher-Ramla-Homo“) interpretiert werden können; eine Zuordnung zu Homo heidelbergensis sei wegen der Unterschiede zum Typusexemplar dieser Homo-Art, dem Unterkiefer von Mauer, nicht möglich.
Die Autoren der vergleichend-anatomischen Betrachtung von NR-1 und NR-2 kommen zu dem Schluss, dass – dem Anschein nach – noch vor rund 130.000 Jahren im Gebiet der heutigen Levante eine archaische Population der Gattung Homo existierte, der neben den Nesher-Ramla-Funden möglicherweise auch bislang umstrittene Funde aus der Qesem-Höhle, aus der Zuttiyeh-Höhle und aus der Tabun-Höhle angehört haben. Da im gleichen Gebiet zur gleichen Zeit auch anatomisch moderne Menschen lebten, sei auch ein Genfluss von dieser archaischen Population zu Homo sapiens nicht auszuschließen. Bemerkenswert ist in diesem Zusammenhang auch die Analyse der Steinwerkzeuge, die in der gleichen Schicht wie die Nesher-Ramla-Fossilien gefunden wurden und diesen als Urhebern zuzuordnen sind: Deren Herstellungstechnik unterscheidet sich nicht von jener, die mit vergleichbar alten Fossilien des Homo sapiens assoziiert gefunden wurden. Dies wurde als Hinweis auf einen kulturellen Austausch zwischen beiden Populationen interpretiert.

### Kritik
In einem Begleitartikel in Science wurde der Paläoanthropologe Jean-Jacques Hublin vom Max-Planck-Institut für evolutionäre Anthropologie zitiert, bei den Funden könne es sich auch um eine regionale Variante der Neandertaler gehandelt haben, denn der Zahn – der wichtigste Anhaltspunkt zum Diagnostizieren einer fossilen Art – sehe aus wie ein Neandertalerzahn. Einen ähnlichen Einwand publizierten im Dezember 2021 die israelischen Forscher Assaf Marom (ein Anatom) und Yoel Rak, ein Paläoanthropologe und Experte für Neandertaler, in Science. Sie verwiesen auf die „diagnostisch hochgradig relevanten Merkmale“ des Unterkiefers von Neandertalern, die bei dem Nesher-Ramla-Fossil zwar deutlich erkennbar seien, jedoch nicht genügend beachtet wurden: „Unsere Analysen zeigen, dass die Nesher-Ramla-Fossilien schlichtweg von einem Neandertaler stammen.“ Die Vertreter der Einordnung als „Nesher-Ramla-Homo“ wiesen die Kritik zurück.

## Weitere Funde
Anfang 2021 stellten Forscher aus der Gruppe um Grabungsleiter Yossi Zaidner in einer Fachzeitschrift den Fund eines mit Gravuren versehenen Tierknochens vor. Das rund zehn Zentimeter lange Knochenfragment eines Auerochsen weist sechs parallele, rund vier Zentimeter lange Schnittspuren auf, denen ein Alter von rund 120.000 Jahren zugeschrieben wurde. Das Objekt gilt als der älteste Beleg für eine abstrakte Veränderung von Gegenständen in der Levante durch Menschen aus der Epoche des Mittelpaläolithikums. In einem Begleitartikel erläuterte Zaidner, der Karsttrichter sei vermutlich wiederholt als Lagerplatz oder Treffpunkt paläolithischer Jäger genutzt worden, die dort ihre Jagdbeute zerlegten.
Nachweisbar war ferner das wiederholte und häufige Anlegen von Feuerstellen.

## Belege
1. ↑  David E. Friesem, Yossi Zaidner und Ruth Shahack-Gross: Formation processes and combustion features at the lower layers of the Middle Palaeolithic open-air site of Nesher Ramla, Israel. In: Quaternary International. Band 331, 2014, S. 128–138, doi:10.1016/j.quaint.2013.03.023, Volltext.
2. ↑  Yossi Zaidner et al.: An Open-Air Site at Nesher Ramla, Israel, and New Insights into Levantine Middle Paleolithic Technology and Site Use. In: Yoshihiro Nishiaki und Takeru Akazawa (Hrsg.): The Middle and Upper Paleolithic Archeology of the Levant and Beyond. Springer Nature Singapore, 2018, S. 11–33, Volltext.
3. ↑  Yossi Zaidner und Leore Grosman: Middle Paleolithic sidescrapers were resharped or recycled? A view from Nesher Ramla, Israel. In: Quaternary International. Band 361, 2015, S. 178–187, doi:10.1016/j.quaint.2014.11.037.
4. ↑  Laura Centi und Yossi Zaidner: The Levallois Flaking System in Nesher Ramla Upper Sequence. In: Journal of Paleolithic Archaeology. Band 4, Artikel-Nr. 9, 2021, doi:10.1007/s41982-021-00088-3.
5. ↑  Yossi Zaidner et al.: A series of Mousterian occupations in a new type of site: The Nesher Ramla karst depression, Israel. In: Journal of Human Evolution. Band 66, 2014, S. 1–17, doi:10.1016/j.jhevol.2013.06.005, Volltext.
6. ↑  Israel Hershkovitz et al.: A Middle Pleistocene Homo from Nesher Ramla, Israel. In: Science. Band 372, Nr. 6549, 2021, S. 1424–1428, doi:10.1126/science.abh3169.
Abbildung der beiden Fossilien, eingepasst in die Röntgenaufnahme eines Schädels. (Memento vom 3. Juli 2021 im Internet Archive). Im Original publiziert auf eurekalert.org vom 24. Juni 2021.
7. ↑  Marta Mirazón Lahr: The complex landscape of recent human evolution. In: Science. Band 372, Nr. 6549, 2021, S. 1395–1396, doi:10.1126/science.abj3077.
8. ↑  Yossi Zaidner et al.: Middle Pleistocene Homo behavior and culture at 140,000 to 120,000 years ago and interactions with Homo sapiens. In: Science. Band 372, Nr. 6549, 2021, S. 1429–1433, doi:10.1126/science.abh3020.
9. ↑  New fossils reveal a strange-looking Neanderthal in Israel. Auf: sciencemag.org vom 24. Juni 2021.
10. ↑  Assaf Marom und Yoel Rak: Comment on “A Middle Pleistocene Homo from Nesher Ramla, Israel”. In: Science. Band 374, Nr. 6572, 2021, doi:10.1126/science.abl4336.
 A Bitter Archaeological Battle Is Rocking Tel Aviv University. Auf: haaretz.com vom 9. Dezember 2021.
11. ↑  Hila May et al.: Response to Comment on “A Middle Pleistocene Homo from Nesher Ramla, Israel”. In: Science. Band 374, Nr. 6572, doi:10.1126/science.abl5789.
12. ↑  Marion Prévost et al.: Early evidence for symbolic behavior in the Levantine Middle Paleolithic: A 120 ka old engraved aurochs bone shaft from the open-air site of Nesher Ramla, Israel. In: Quaternary International. Online-Vorabveröffentlichung vom 20. Januar 2021, doi:10.1016/j.quaint.2021.01.002. Abbildung.
13. ↑  Archaeologists uncover evidence of the oldest human use of symbols. Auf: mfa.gov.il vom 3. Februar 2021.
14. ↑  Alyssa Victoria Pietraszek, Yossi Zaidner und Ruth Shahack-Gross: The distribution and treatment of fire remains across Unit V of the Middle Paleolithic open-air site of Nesher Ramla, Israel. In: Quaternary International. Online-Vorabveröffentlichung vom 25. März 2021, doi:10.1016/j.quaint.2021.03.027.
15. ↑  Ethel Allué und Yossi Zaidner: The charcoal assemblage from Nesher Ramla, Israel: A contribution to the paleo-environmental dataset from Marine Isotope Stage (MIS) 5 in the Levant. In: Quaternary International. Online-Vorabveröffentlichung vom 6. Mai 2021, doi:10.1016/j.quaint.2021.04.025.